# Julia Louis-Dreyfus
Julia Scarlett Elizabeth Louis-Dreyfus (/ˈluːi ˈdraɪfəs/) (Manhattan, 1961. január 13. –) Golden Globe- és többszörös Primetime Emmy-díjas amerikai színésznő, humorista és producer.
A televíziós vígjáték műfajában leginkább a Saturday Night Live (1982–1985), a Seinfeld (1989–1998), a Christine kalandjai (2006–2010) és Az alelnök (2012–) című sorozatokból ismert. Generációjának egyik legünnepeltebb televíziós színésznőjeként ő büszkélkedhet a legtöbb Primetime Emmy-díjjal, valamint Screen Actors Guild-díjjal is.
A chicagói The Practical Theatre Company előadóművészeként lépett komikusi pályára, 1982 és 1985 között a Saturday Night Live című szkeccsműsorban kapott szerepet. 1989-ben a szakmai áttörést a kilenc évadból álló Seinfeld című vígjátéksorozat hozta el számára, mely kritikai és nézettségi szempontból is minden idők legsikeresebb szituációs komédiái közé tartozik. A 2000-es években a Christine kalandjai című, öt évadból álló CBS-sorozatban játszott, a 2010-es évektől pedig a HBO Az alelnök című sorozatában szerepel. Filmes munkái közé tartozik a Hannah és nővérei (1986), a Karácsonyi vakáció (1989), az Agyament Harry (1997) és az Exek és szeretők (2013). Szinkronszínészként hangját kölcsönözte olyan animációs filmekben, mint az Egy bogár élete (1998) és a Repcsik (2013).
Pályafutása során tizenegy Primetime Emmy-díjat nyert (nyolcat színészi, hármat pedig produceri munkájával), összesen huszonnégy jelölésből. Emellett többek között magáénak tudhat egy Golden Globe-díjat, kilenc Screen Actors Guild-díjat és két Critics' Choice Television Awardot. 2010-ben saját csillagot kapott a Hollywoodi hírességek sétányán. 2016-ban a Time magazin feltüntette Louis-Dreyfust a világ száz legbefolyásosabb emberéről összeállított éves listáján.

## Színészi pályafutása

### Pályafutásának kezdete és a Saturday Night Live évei
Komikusi tanulmányai során Louis-Dreyfus a The Second City nevű improvizációs színházcsoport tagja lett, mely Chicago egyik legismertebb ilyen jellegű csoportja. Olyan színészek és televíziós személyiségek kezdték itt pályájukat, mint Alan Arkin, Steve Carell, Stephen Colbert, Tina Fey, Amy Poehler és Shelley Long. A The Practical Theatre Company csoportban nyújtott alakítása tette lehetővé, hogy huszonegy évesen felkérést kapjon a Saturday Night Live stábjához való csatlakozásra.
1982 és 1985 között lett a műsor szereplőgárdájának tagja, abban az időben a legfiatalabb női tagnak számított. A műsorban eltöltött évek alatt olyan, később híressé vált színészekkel dolgozott közösen, mint Eddie Murphy, James Belushi, Billy Crystal és Martin Short. Itt találkozott Larry David íróval is, aki később a Seinfeld társalkotója lett. Louis-Dreyfus „Hamupipőkét elengedik a bálba” jellegű tapasztalatként írta le a műsorba történő beválasztását, bár elismerte, hogy az időnként nagy feszültségekkel is járt.

## Filmográfia

### Film
| Év   | Magyar cím         | Eredeti cím                           | Szerep                        | Magyar hang        |
| ---- | ------------------ | ------------------------------------- | ----------------------------- | ------------------ |
| 1986 | Troll              | Troll                                 | Jeanette Cooper               |                    |
| 1986 | Hannah és nővérei  | Hannah and Her Sisters                | Mary                          | Farkas Zsuzsa      |
| 1986 | Hannah és nővérei  | Hannah and Her Sisters                | Mary                          | Roatis Andrea      |
| 1986 | Fehér feketében    | Soul Man                              | Lisa Stimson                  | Csondor Kata       |
| 1989 | Karácsonyi vakáció | National Lampoon's Christmas Vacation | Margo Chester                 | Kocsis Mariann     |
| 1989 | Karácsonyi vakáció | National Lampoon's Christmas Vacation | Margo Chester                 | Farkasinszky Edit  |
| 1993 | Jack, a mackó      | Jack the Bear                         | Peggy Etinger                 |                    |
| 1994 | Világgá mentem     | North                                 | North anyja                   | Molnár Zsuzsa      |
| 1994 | Világgá mentem     | North                                 | North anyja                   | Kiss Erika         |
| 1997 | Apák napja         | Fathers' Day                          | Carrie Lawrence               | Gubás Gabi         |
| 1997 | Agyament Harry     | Deconstructing Harry                  | Leslie                        | Biró Anikó         |
| 1998 | Egy bogár élete    | A Bug's Life                          | Atta hercegnő (hangja)        | Kisfalvi Krisztina |
| 2012 |                    | Picture Paris (rövidfilm)             | Ellen Larson                  |                    |
| 2013 | Repcsik            | Planes                                | Rochelle (hangja)             | Peller Anna        |
| 2013 | Exek és szeretők   | Enough Said                           | Eva                           | Tóth Enikő         |
| 2020 | Lejtmenet          | Downhill                              | Billie Stanton                | Kéri Kitty         |
| 2020 | Előre              | Onward                                | Laurel Lightfoot (hangja)     | Zsigmond Tamara    |
| 2021 | Fekete Özvegy      | Black Widow                           | Valentina Allegra de Fontaine | Pálfi Kata         |
| 2022 | Fekete Párduc 2.   | Black Panther: Wakanda Forever        | Valentina Allegra de Fontaine | Pálfi Kata         |
| 2023 |                    | You Hurt My Feelings                  | Beth                          |                    |
| 2023 | A magadfélék       | You People                            | Shelley                       | Tóth Enikő         |
| 2023 |                    | Tuesday                               | Zora                          |                    |
| 2025 | Mennydörgők*       | Thunderbolts*                         | Valentina Allegra de Fontaine | Pálfi Kata         |

### Televízió
| Év        | Magyar cím                      | Eredeti cím                         | Szerep                        | Megjegyzések                                                    |
| --------- | ------------------------------- | ----------------------------------- | ----------------------------- | --------------------------------------------------------------- |
| 1982–1985 | Saturday Night Live             | Saturday Night Live                 | több szereplő                 | 57 epizód                                                       |
| 1988      | Családi kötelékek               | Family Ties                         | Susan White                   | 1 epizód                                                        |
| 1988–1989 |                                 | Day by Day                          | Eileen Swift                  | 33 epizód                                                       |
| 1990–1998 | Seinfeld                        | Seinfeld                            | Elaine Benes                  | - 178 epizód - magyar hangja: - Kéri Kitty                      |
| 1992      | A dinoszauruszok                | Dinosaurs                           | Heather Worthington (hangja)  | 1 epizód                                                        |
| 1995      |                                 | The Single Guy                      | Tina                          | 1 epizód                                                        |
| 1996      |                                 | London Suite                        | Debra Dolby                   | tévéfilm                                                        |
| 1997      |                                 | Dr. Katz, Professional Therapist    | Julia (hangja)                | 1 epizód                                                        |
| 1997      | Hé, Arnold!                     | Hey Arnold!                         | Miss Felter (hangja)          | 1 epizód                                                        |
| 1999      | Állatfarm                       | Animal Farm                         | Mollie (hangja)               | - tévéfilm - magyar hangja: - Koffler Gizi                      |
| 2000      |                                 | Geppetto                            | Kék Tündér                    | tévéfilm                                                        |
| 2000–2009 | Félig üres                      | Curb Your Enthusiasm                | önmaga                        | - 8 epizód - magyar hangja: - Hegyi Barbara                     |
| 2001–2008 | A Simpson család                | The Simpsons                        | Gloria (hangja)               | 3 epizód                                                        |
| 2002–2003 |                                 | Watching Ellie                      | Ellie Riggs                   | - 19 epizód - producer                                          |
| 2004–2005 | Az ítélet: család               | Arrested Development                | Maggie Lizer                  | 4 epizód                                                        |
| 2006–2010 | Christine kalandjai             | The New Adventures of Old Christine | Christine Campbell            | - 88 epizód - producer - magyar hangja: - Náray Erika           |
| 2006–2016 |                                 | Saturday Night Live                 | önmaga (házigazda)            | 3 epizód                                                        |
| 2010      | A stúdió                        | 30 Rock                             | Liz Lemon                     | 1 epizód                                                        |
| 2012      | Web-terápia                     | Web Therapy                         | Shevaun Haig                  | - 1 epizód - magyar hangja: - Németh Borbála                    |
| 2012–2019 | Az alelnök                      | Veep                                | Selina Meyer                  | - 58 epizód - vezető producer - magyar hangja: - Németh Borbála |
| 2015      | Amynek áll a világ              | Inside Amy Schumer                  | önmaga                        | 1 epizód                                                        |
| 2019      | Archibald következő nagy dobása | Archibald's Next Big Thing          | űrhajós majom (hangja)        | 1 epizód                                                        |
| 2021      | A Sólyom és a Tél Katonája      | The Falcon and the Winter Soldier   | Valentina Allegra de Fontaine | - 1 epizód - magyar hangja: - Pálfi Kata                        |

## Fordítás
- Ez a szócikk részben vagy egészben  a   Julia Louis-Dreyfus című angol Wikipédia-szócikk fordításán alapul.  Az eredeti cikk szerkesztőit annak laptörténete sorolja fel. Ez a jelzés csupán a megfogalmazás eredetét és a szerzői jogokat jelzi, nem szolgál a cikkben szereplő információk forrásmegjelöléseként.